# Копирайтинг
Копирайтинг е професионалното списване на разгласителни текстове. Терминът е пряка заемка от английския език, в който думата е copywriting. Буквалният превод на думата е „списване на текст“, „текстописане“ (от „copy“ – термин за текст, предназначен за публикуване; „writing“ – писане, списване, писателстване). Копирайтингът е специфична дейност в разгласата – рекламата, връзките с обществеността или „пиар“, политическото лобиране и политическата и предизборна агитация). Текстовете, списвани от копирайтъри се използват в интернет, печата, телевизията, радиото, музика и стихове за озвучаване на рекламни клипове, уебсайтове, текстове за озвучаване и дублаж на разгласителни клипове, прессъобщения, брошури и текстове за всички останали маркетингови послания. Текстовете биват кратки като при рекламните слогани и заглавия, продължителни като при тялото на послания, стилово издържани като проза или стихове. Копирайтър (copywriter) е човек, практикуващ копирайтинг, като в употреба навлиза и преводният термин текстер, наред с текстописец.
Копирайтингът ползва ред методи с определени цели – привличане вниманието на евентуалния читател; изтъкване предмета на разгласа, тъй че марката му да се запомни; обясняване характеристиките на предмета на разгласа и на евентуалните ползи от тях за евентуалния потребител; повишаване рейтинга на сайтове в интернет търсачките (копирайтинг за SEO).

## Професия копирайтър
След 1989 г. копирайтингът се налага като все по-сериозно приемана професия в България. Все повече български дружества ползват услугите на копирайтъри.
Копирайтърът може да бъде служител в рекламна агенция или пиар компания, служител в търговско дружество, ползващо услугите му, а също работещ на свободна практика (фрийлансър). Има специализирани копирайтинг агенции, предлагащи услуги като SEO и позициониране, SEO оптимизирани текстове, редактиране, коригиране, оформление и дизайн.
В повечето случаи копирайтърите са част от творчески тандем, партнирайки си с арт директор или дизайнер. Такива екипи обикновено работят под ръководството на творчески директор. Копирайтърът списва текстове под наблюдението на творческия директор и по насоките, давани от него. Тези насоки произлизат от заданието на клиента и са пригодени към спецификата на евентуалния читател.